# Stemma dell'Oklahoma
Lo stemma dell'Oklahoma (ufficialmente in inglese Great Seal of the State of Oklahoma, ossia Gran Sigillo dello Stato dell'Oklahoma) è composto da un cerchio dove è presente una stella a cinque punte.